# Hornachos
Hornachos je španělské město situované v provincii Badajoz (autonomní společenství Extremadura).

## Poloha
Obec je vzdálena 99 km od města Badajoz. Patří do okresu Tierra de Barros a soudního okresu Villafranca de los Barros.

## Odkazy

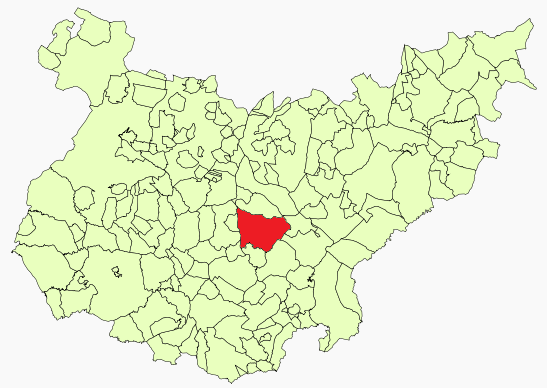
Poloha obce v provincii Badajoz

## Historie
V roce 1594 tvořila obec část provincie León de la Orden de Santiago a čítala 1 065 obyvatel. V roce 1834 se obec stává součástí soudního okresu Almendralejo. V roce 1842 čítala obec 623 usedlostí a 2 600 obyvatel.

## Demografie
| Populace obce Hornachos z let (1842–2010) | Populace obce Hornachos z let (1842–2010) | Populace obce Hornachos z let (1842–2010) | Populace obce Hornachos z let (1842–2010) | Populace obce Hornachos z let (1842–2010) | Populace obce Hornachos z let (1842–2010) | Populace obce Hornachos z let (1842–2010) | Populace obce Hornachos z let (1842–2010) | Populace obce Hornachos z let (1842–2010) | Populace obce Hornachos z let (1842–2010) | Populace obce Hornachos z let (1842–2010) | Populace obce Hornachos z let (1842–2010) | Populace obce Hornachos z let (1842–2010) | Populace obce Hornachos z let (1842–2010) | Populace obce Hornachos z let (1842–2010) | Populace obce Hornachos z let (1842–2010) | Populace obce Hornachos z let (1842–2010) | Populace obce Hornachos z let (1842–2010) |
| ----------------------------------------- | ----------------------------------------- | ----------------------------------------- | ----------------------------------------- | ----------------------------------------- | ----------------------------------------- | ----------------------------------------- | ----------------------------------------- | ----------------------------------------- | ----------------------------------------- | ----------------------------------------- | ----------------------------------------- | ----------------------------------------- | ----------------------------------------- | ----------------------------------------- | ----------------------------------------- | ----------------------------------------- | ----------------------------------------- |
| 1842                                      | 1857                                      | 1860                                      | 1877                                      | 1887                                      | 1897                                      | 1900                                      | 1910                                      | 1920                                      | 1930                                      | 1940                                      | 1950                                      | 1960                                      | 1970                                      | 1981                                      | 1991                                      | 2001                                      | 2010                                      |
| 2 600                                     | 3 705                                     | 3 708                                     | 3 800                                     | 4 417                                     | 4 241                                     | 4 605                                     | 4 747                                     | 5 569                                     | 6 726                                     | 7 208                                     | 7 326                                     | 6 275                                     | 4 704                                     | 3 719                                     | 3 679                                     | 3 784                                     | 3 875                                     |